# Slovany
Slovany – wieś (obec) na Słowacji położona w kraju żylińskim, w okręgu Martin. Pierwsze wzmianki o miejscowości pochodzą z roku 1252.
Według danych z dnia 31 grudnia 2010, wieś zamieszkiwało 420 osób, w tym 213 kobiet i 207 mężczyzn.
W 2001 roku rozkład populacji względem narodowości i przynależności etnicznej wyglądał następująco:
- Słowacy – 99,03%
- Czesi – 0,24%
- Niemcy – 0,24%
- Węgrzy – 0,24%